# Казарма 286 км
Каза́рма 286 км (рос. Казарма 286 км) — селище у складі Амурського району Хабаровського краю, Росія. Входить до складу Падалинського сільського поселення.

## Населення
Населення — 1 особа (2010; 11 у 2002).
Національний склад (станом на 2002 рік):
- росіяни — 100 %